# Isaac Frenkel Frenel
Isaac Frenkel (en hebreo: יצחק פרנקל; –- 1899-1981), también conocido como Yitzhak Frenkel o Alexandre Frenel, fue un pintor y escultor franco-israelo-ucraniano, considerado como el “padre” del arte moderno en Israel. Uno de los artistas judíos más importantes de la escuela de París y su principal representante en Israel.

## Biografía
Yitzhak Frenkel nació en 1899 en Odesa, parte del Imperio Ruso en aquel entonces. Era bisnieto del famoso rabino Levi Yitzhak de Berditchev. En su juventud estudió en una “yeshivá” donde conoció a Chaim Glicksberg. De niño vivía justo al lado de la editorial "Moriah"; de los grandes intelectuales del mundo Judío: Bialik y Rawnitzki. En 1917, estudió con Aleksandra Ekster, una influyente profesora y pintora constructivista, cubista y futurista en la Academia de Bellas Artes de Odesa, una de las principales escuelas de arte de la Rusia zarista.
Frenkel emigró al Mandato Británico de Palestina en 1919 y formó parte de la primera ola de pioneros de la “Tercera Aliyah”, a bordo del famoso Barco “Roslan”, que fue considerada luego en la historia, como igual al “mayflower”, por la presencia importante de los fundadores en un sinnúmero de temas en la vida cultural del futuro estado de Israel (entre ellos, por supuesto, Frenkel).

## Revolucionando la pintura, años 20 y 30
En 1920, estableció la cooperativa de artistas en Jaffa y un estudio de artistas en Gymnasia Herzliya donde dio lecciones de pintura y escultura. Estableció la cooperativa de artistas Ha-Tomer junto con los pintores Konstantinovsky, la señora Had-Gadia (primera esposa de Raphael Abulafia) y el escultor Halperin. Más tarde ese año, se dispuso a viajar, primero a Egipto, donde expuso en Alejandría.
Frenkel luego viajó a París donde estudió en la École des Beaux-Arts y en la Académie de la Grande Chaumière en los estudios del escultor Antoine Bourdelle y el pintor Henri Matisse. En ese momento su pintura era abstracta. Frenkel regresó a la tierra de Israel en 1925, donde revolucionó las artes visuales. Abrió la Escuela de Arte Histadrut en Tel Aviv. Fue considerado extremo en sus orientaciones artísticas. Sus estudiantes incluyeron a Shimshon Holzman, Mordechai Levanon, David Hendler, Joseph Kossonogi y Tziona Tagger. Fue mentor de los estudiantes de Bezalel, entre ellos Avigdor Stematsky, Yehezkel Streichman, Moshe Castel y Arie Aroch. Varios de sus alumnos (como Moshe Castel y otros) incluían a estudiantes de arte de Bezalel, que visitaban Tel Aviv para absorber las enseñanzas del "maestro".
El expresionismo parisino de Frenkel y la influencia francesa moderna se muestran a través de él no solo como artista sino también como maestro. Todos los que estudiaron con él absorbieron la influencia francesa y la mayoría iría a estudiar a París en las décadas de 1920 y 1930. El estilo de Frenkel estaba más cerca de la pintura abstracta a la que estuvo expuesto en París que del orientalismo que era popular en ese momento. Fue el primer pintor abstracto en Israel.

## Década de 1940: Grabación histórica
En el año 1948, año de la independencia de Israel, se le permitió registrar hitos históricos en la historia de Israel. Pintó la primera reunión de la Knesset, así como la primera reunión de la cupula militar del ejército israelí. También hizo retratos de los primeros 120 MK (Miembros de la Knesset).
Fue el primer pintor elegido por el Estado de Israel para representar al Estado judío en la Bienal de Venecia. En 1950 expuso su obra en la 25 y 26 Bienal de Venecia, representando a Israel.

## Década de 1950 en adelante: Frenel
En 1954 regresa a Francia. Allí estudió vidriería y creó vitrales (trabajos en vidrio para ventanas), que fueron encargados por la baronesa Alix de Rothshild para una capilla en Normandía, en el norte de Francia.  Durante los años entre 1954 y 1960 comienza a firmar sus obras como "Frenel".
En 1979 tuvo una exposición individual en la famosa "Orangerie" de París, en celebración de su 80 cumpleaños; inaugurado por el presidente del Senado francés, Alain Poher. Murió en 1981 en Tel Aviv y fue enterrado en Safed.